# Ethiopica exolivia
Ethiopica exolivia är en fjärilsart som beskrevs av George Francis Hampson 1911. Ethiopica exolivia ingår i släktet Ethiopica och familjen nattflyn. Inga underarter finns listade i Catalogue of Life.